# Андвари
А́ндвари (др.-сканд. Andvari букв. «осторожность») — дверг (карлик) в германо-скандинавской мифологии, который хранил золото нибелунгов и умел превращаться в рыбу. Андвари фигурирует в песнях «Старшей Эдды» «Речи Регина»; «Речи Фафнира».

## Андвари в литературных источниках
Проклятие Андвари настигало всякого завладевшего сокровищами нибелунгов. Именно с неотвратимого проклятия Андвари началась история о проклятом золоте, финалом которой стали смерть Зигфрида, гибель Гуннара и ужасная месть Гудрун — жены Сигурда.
Трое асов — Один, Локи и Хёнир — должны были уплатить колдуну Хрейдмару значительную компенсацию за убийство его сына. Асы, во время одного из путешествий, хотели заночевать у Хрейдмара, и Локи, увидев на берегу спящую выдру, убил её камнем, чтобы таким образом расплатиться за ночлег. Выдра оказалась сыном колдуна, который находился в этом облике.
Добыть деньги должен был Локи (пока остальные оставались у колдуна заложниками), отправившийся к богине моря Ран. Она дала ётуну свою волшебную рыболовную сеть, с которой Локи отправился в страну черных альвов, где, в образе щуки, обитал Андвари.
Локи, при помощи сети богини Ран, удалось изловить карлика и, в обмен на свободу, ас потребовал у Андвари откупные золотом. Дверг отдал ему все своё золото и хотел оставить при себе лишь одно магическое кольцо, с помощью которого он мог бы накопить новые богатства. Однако Локи потребовал и это кольцо. Андвари был вынужден подчиниться.
Тогда взбешённый гном произнёс проклятие, чтобы кольцо приносило смерть каждому своему обладателю и проклятие это в «Песне о Нибелунгах» на самом деле преследует всех обладателей кольца вплоть до тех пор, пока сокровища нибелунгов не были возвращены водам реки Рейн.

## Андвари в тетралогии Вагнера
В тетралогии «Кольцо Нибелунга», написанной Рихардом Вагнером по мотивам эпической поэмы «Старшей Эдды», этот персонаж носит имя Альберих. Он появляется во всех частях цикла, кроме «Валькирии».

#### Золото Рейна
Карлик Альберих покидает Нибельхейм и пытается добиться любви охраняющих золотой клад русалок — дочерей Рейна. Они отвергают его ухаживания и беспечно рассказывают нибелунгу о Золоте Рейна: тот, кто отречется от любви, сможет выковать из него кольцо, дающее власть над миром. Альберих в ярости отказывается от любви в пользу могущества, которое может подарить ему сокровище, и, схватив золото, исчезает в расселине. В подземном мире гному удаётся сковать кольцо, и теперь все нибелунги, покорившись новому повелителю, должны неустанно копить для него драгоценности. Альберих подчинил и своего брата Миме, искусного кузнеца, который был вынужден смастерить владыке Нибельхейма волшебный шлем, позволяющий принимать любой облик или становиться невидимым.

Однако Альберих, поверив в собственное нерушимое могущество, был обманут предводителем небожителей Вотаном и полубогом огня Логе: гном, решив доказать им свою власть, поочередно с помощью шлема превращался в огромного змея и жабу, последнюю, верховный бог и сумел схватить. Пленённому карлику пришлось отдать клад нибелунгов и кольцо, которые и хотел заполучить Вотан для того, чтобы расплатиться с великанами, построившими для богов замок Вальгаллу. После освобождения от пут Альберих произносит страшное проклятие: отныне кольцо будет нести смерть и беды хранящему его, пока перстень не вернётся в руки нибелунга. Мощь проклятия тут же сказывается, и Фафнер убивает брата-великана за полученные сокровища.

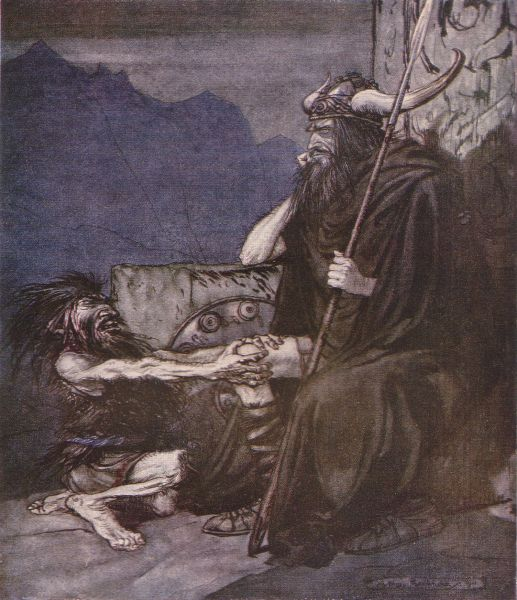
Хаген из Тронье и гном Альберих

#### Зигфрид
Альберих полон решимости вернуть кольцо. Он знает, что бесстрашному герою Зигфриду, внуку Вотана, по силам победить Фафнера, стерегущего в образе огромного змея сокровища нибелунгов. Поэтому он терпеливо ждёт смелого юношу у входа в пещеру дракона, надеясь после смерти змея заполучить перстень. Так как Миме, взрастивший Зигфрида, также желает стать властителем мира, он указывает своему подопечному путь к пещере Фафнера. Убив змея и получив кольцо, герой, попробовав кровь дракона, получает способность понимать язык птиц и читать тайные мысли. Понимая, что Миме хочет убить его, Зигфрид пронзает нибелунга мечом и покидает лес.

#### Гибель богов
Альберих с помощью своих сокровищ прельстил королеву Гримгильду, и она родила ему сына Хагена. Нибелунг взрастил его, постоянно напоминая о мести богам и героям, а также взял клятву в том, что Хаген вернёт кольцо, хранимое Зигфридом. Сын нибелунга убивает благородного героя, однако благодаря Брунгильде перстень всевластия возвращается в воды Рейна: проклятие Альбериха кончилось — для этого потребовалась смерть сильнейшего из героев.

## Андвари в кинематографе
- 1966 — «Нибелунги: Зигфрид» / «Die Nibelungen, Teil 1 — Siegfried» (ФРГ, Югославия) режиссёр Харальд Райнль, в роли Альбериха — Скип Мартин.
- 1967 — «Нибелунги: Месть Кримхильды» / «Die Nibelungen, Teil 2 — Kriemhilds Rache» (ФРГ, Югославия) режиссёр Харальд Райнль, в роли Альбериха — Скип Мартин.